# Tercera ola del feminismo

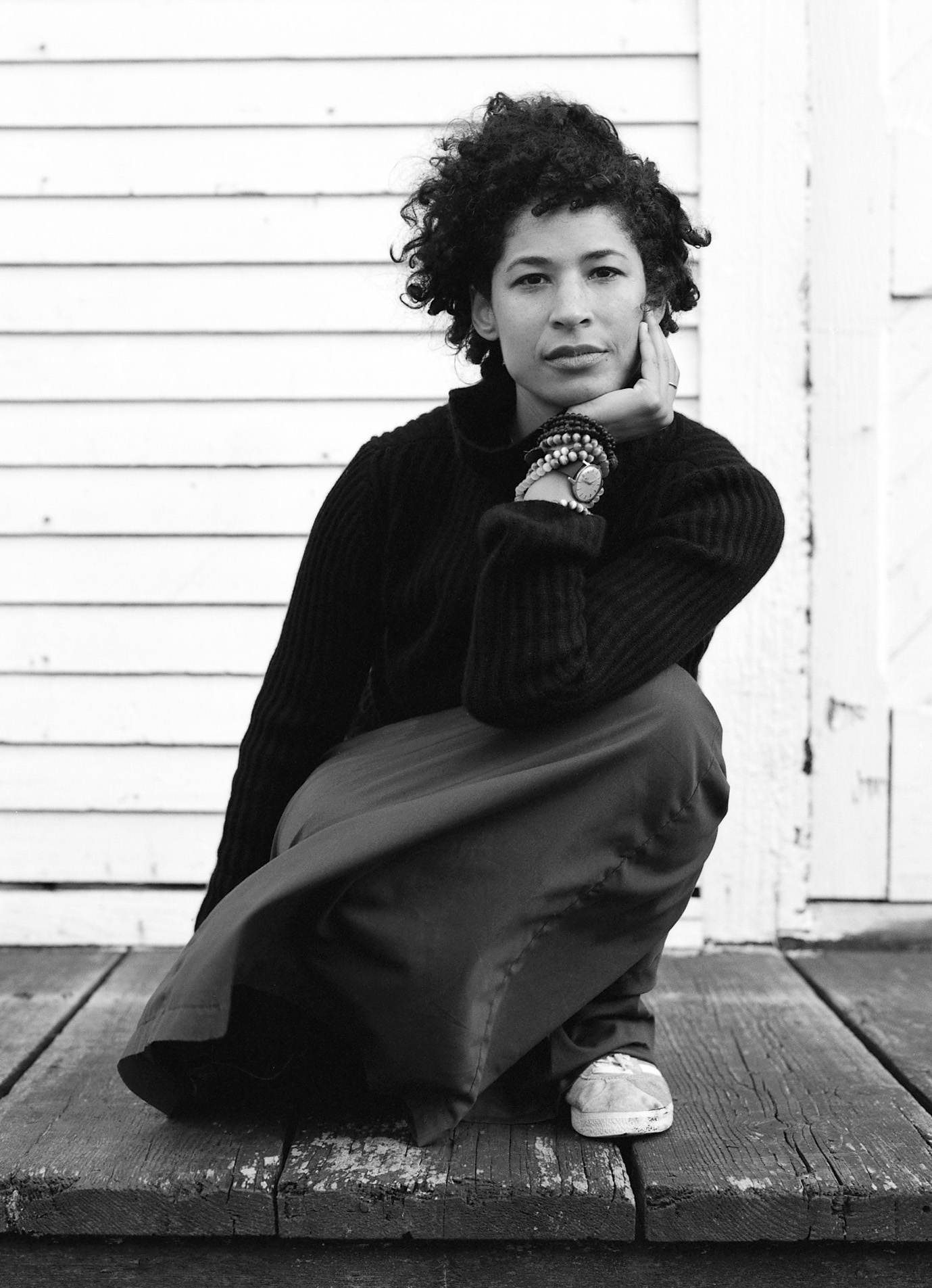
Rebecca Walker, la autora que utilizó por primera vez el término "tercera ola" en sus escritos

Feminismo de tercera ola es una iteración del movimiento feminista que comenzó a principios de la década de 1990 en Estados Unidos y continuó hasta el inicio de la cuarta ola, alrededor de 2013. Nacidos en las décadas de 1960 y 1970 como miembros de la Generación X, y basados en los avances de los derechos civiles de la segunda ola, las feministas de la tercera ola adoptaron el individualismo y la diversidad, y buscaron redefinir lo que significaba ser una feminista. Según la académica feminista Elizabeth Evans, la "confusión que rodea lo que constituye el feminismo de la tercera ola es, en algunos aspectos, su característica definitoria".
La tercera ola se remonta a la aparición del grupo punk Riot Grrrl en Olimpia, Washington, a principios de la década de 1990, y al testimonio televisivo de Anita Hill en 1991 —en un Comité Judicial del Senado exclusivamente masculino, blanco— cuando denunció que Clarence Thomas, nominado para la Corte Suprema de los Estados Unidos, la había acosado sexualmente. El término tercera ola se atribuye a Rebecca Walker, quien respondió al nombramiento de Thomas ante la Corte Suprema con un artículo en la revista Ms., "Becoming the Third Wave" (1992) en el que escribió:

Así que escribo esto como una súplica a todas las mujeres, especialmente a las mujeres de mi generación: permitan que la confirmación de Thomas sirva para recordarles, como a mí, que la lucha está lejos de terminar. Deje que este rechazo de la experiencia de una mujer lo lleve a la ira. Convierta esa indignación en poder político. No vote por ellos a menos que trabajen para nosotras. No tenga relaciones sexuales con ellos, no rompa el pan con ellos, no los alimente si no le dan prioridad a nuestra libertad de controlar nuestros cuerpos y nuestras vidas. No soy una feminista post-feminista. Yo soy la tercera ola

Walker planteó que el feminismo de la tercera ola no era solo una reacción, sino un movimiento en sí mismo, porque la causa feminista tenía más trabajo por delante. El término interseccionalidad —para describir la idea de que las mujeres experimentan "capas de opresión" causadas, por ejemplo, por género, raza y clase— había sido introducido por Kimberlé Williams Crenshaw en 1989, y fue durante la tercera ola cuando el concepto floreció. Cuando las feministas se conectaron a fines de la década de 1990 y principios de 2000 y llegaron a una audiencia mundial con blogs y e-zines, ampliaron sus objetivos, centrándose en abolir los estereotipos de roles de género y expandir el feminismo para incluir mujeres con diversas identidades raciales y culturales.
La tercera ola vio la aparición de nuevas corrientes y teorías feministas, como la interseccionalidad, el feminismo negro, el feminismo prosexo, el ecofeminismo, el transfeminismo y el feminismo posmoderno.
Las feministas de tercera ola se centran en la "micropolítica" y desafían el concepto de lo que es bueno o malo para la mujer de la segunda ola.

## Antecedentes
Los derechos y programas ganados por las feministas de la segunda ola sirvieron como base para la tercera ola. Los logros incluyen el Título IX (igualdad de acceso a la educación); debate público sobre el abuso y la violación de mujeres; acceso a métodos anticonceptivos y otros servicios reproductivos (incluida la legalización del aborto); la creación y aplicación de políticas de acoso sexual para las mujeres en el lugar de trabajo; la creación de albergues de abuso doméstico para mujeres y niños; servicios de cuidado infantil; fondos educativos para mujeres jóvenes; y programas de estudios de la mujer.
Las líderes feministas arraigadas en la segunda ola,  Gloria Anzaldúa, Bell Hooks, Cherríe Moraga, Audre Lorde, Maxine Hong Kingston y otras feministas de color, buscaron negociar un espacio dentro del pensamiento feminista desde la consideración de la raza. [13] [14] Cherríe Moraga y Gloria Anzaldúa habían publicado la antología This Bridge Called My Back (1981), que, junto con All the Women Are White, All the Blacks Are Men, but Some of Us Are Brave (1982), editado por Akasha ( Gloria T.) Hull, Patricia Bell-Scott y Barbara Smith, argumentaron que el feminismo de la segunda ola se había centrado principalmente en los problemas de las mujeres blancas. El énfasis en la intersección entre raza y género se hizo cada vez más notable.
En el intervalo de finales de los años setenta y principios de los ochenta, las guerras sexuales feministas surgieron como una reacción contra el feminismo radical de la segunda ola y sus puntos de vista sobre la sexualidad, contraatacando con un concepto de "feminismo prosexo" y anunciando la tercera ola.
Algunos acontecimientos marcaron su comienzo, como el caso de Anita Hill, una mujer que denunció por acoso sexual a Clarence Thomas, nominado para el Tribunal Supremo estadounidense. Thomas negó las acusaciones y tras extensas deliberaciones, el Senado de Estados Unidos votó 52 a 48 en favor de su inocencia. Como respuesta a este caso, Rebecca Walker publicó un artículo titulado "Becoming the Third Wave" (Convirtiéndose en la Tercera Ola) en el cual declaró: "I am not a post-feminism feminist. I am the third-wave" (no soy una posfeminista, soy la tercera ola). Otro hito en la historia de la tercera ola son los debates llamados "Guerras feministas por el sexo", considerados como el inicio de la tercera ola, constituyeron una serie de encendidos debates en torno a las posturas ante el sexo, la prostitución, el sadomasoquismo y la transexualidad que enfrentaron al movimiento feminista con la comunidad feminista lésbica.

## Primeros años

### Movimiento Riot grrrl
Riot es un movimiento musical feminista que alcanzó el pico de su fama en la década de 1990 pero continuó con una significativa influencia sobre la cultura musical alternativa del grunge. La datación del nacimiento de este movimiento musical de liberación femenina es bastante difícil, es posible que el hecho clave para la desencadenación del Riot Grrrl esté en la International Underground Pop Convention celebrada en Olympia en agosto de 1991. Entre los grupos del movimiento se encuentran: Sleater-Kinney, L7, Bikini Kill, Tiger Trap, Bratmobile, 7 Year Bitch, The Slits.
Pussy Riot es un colectivo ruso de punk-rock feminista, que pone en escena actuaciones extemporáneas de provocación política sobre temas como la situación de las mujeres en Rusia.

## Controversias
La tercera ola del feminismo se ha visto cada vez más envuelta en polémicas y controversias. Recientemente, la autora y filósofa Christina Hoff Sommers conocida por sus escritos sobre el feminismo en la cultura contemporánea, declaraba que "la tercera ola del feminismo se construye con mentiras", y que el objetivo de esta no es el de generar una igualdad de género entre hombres y mujeres como abogaba el feminismo en un principio, sino que se basa en un movimiento antihombres. Ella misma declaró: "Siempre ha habido cierta fobia a los hombres en algunas mujeres del movimiento, eso es innegable. Pero eran marginales. Pero hoy, al menos en las universidades, están siendo las protagonistas del debate. La masculinidad se trata de manera rutinaria como una patología que necesita una cura. Casi todos los libros de los estudios de género culpan de la mayoría de los males de la sociedad a los hombres y al patriarcado".